# 핸들리민꼬리박쥐
핸들리민꼬리박쥐(Anoura cultrata)는 주걱박쥐과(신세계잎코박쥐류)에 속하는 박쥐의 일종이다. 볼리비아와 콜롬비아, 코스타리카, 에콰도르, 파나마, 페루 그리고 베네수엘라에서 발견된다.

## 특징
작은 박쥐로 몸길이는 69~78mm이고 전완장은 43~44mm, 꼬리 길이는 4~6mm이다. 발 길이는 12~15mm, 귀 길이는 11~14mm, 몸무게는 최대 21g이다. 털은 길고 무성하며 앞팔 앞 절반 넘어 발과 발톱까지 이어진다. 등 쪽 털은 짙은 갈색부터 거무스레한 갈색까지 다양하고 배 쪽은 연한 갈색을 띤다. 핵형은 2n=30, FNa=54이다.

## 생태
특히 같은 민꼬리박쥐속의 박쥐들과 함께 작은 무리를 지어 동굴과 나무 구멍 속, 굴 속에 은신한다. 나방과 특히 무궁화(Hibiscus luteus)의 꽃꿀, 꽃가루를 먹는다. 8월초에 새끼를 밴 암컷이 코스타리카와 콜롬비아에서 포획된다.

## 분포 및 서식지
코스타리카와 파나마 그리고 베네수엘라와 콜롬비아, 에콰도르, 페루, 볼리비아 북서부의 안데스산맥 경사면을 따라 널리 분포한다. 해발 200m와 2,600m 사이의 습윤 고산 상록수림과 숲 가장자리 지역에서 서식한다.